# Belief (John Mayer)
Belief è un singolo del cantautore statunitense John Mayer, pubblicato nel settembre 2006 come secondo estratto dal terzo album in studio Continuum.
Inizialmente pubblicato negli Stati Uniti, dal gennaio 2007 è stato pubblicato anche nel resto del mondo.